# Временная конституция Чехословацкой республики
Временная конституция Чехословацкой республики — первая конституция (закон № 37/1918) новой Чехо-Словацкой республики, принятая 13 ноября 1918 года Национальным комитетом Чехо-Словакии. Целью принятия закона была необходимость создания основного закона недавно провозглашённого государства, который бы в основных чертах наметил-бы новые принципы функционирования высших органов государственной власти.

## Политическая система
Временная конституция создавала конституционные органы государственной власти.
Назначенные органы государственной власти:
1. Первое революционное Национальное собрание осуществляет законодательную власть, контроль за деятельностью правительства и президента. Создаётся из членов Национального комитета при кооптации членов политических партий. Для кооптации используются результаты выборов в Императорский Совет 1911 года. Национальное Собрание избирает президента и правительство. Правительство может быть назначено и распущено НС. Первоначально было 256 депутатов, затем, на основе первой поправки к закону, это число было увеличено до 270, главным образом за счёт представителей Словакии.
2. Президент Республики, в качестве главы государства, избирается Национальным Собранием. Президент имеет широкие полномочия. (Полномочия Президента были расширены второй поправкой к Конституции 1919 года). Во время нахождения Президента за рубежом, или его отставки, правительство осуществляет свои полномочия. Президент не может быть привлечен к ответственности. Он представляет государство, является верховным главнокомандующим армии, принимает послов, объявляет войну (после утверждения НС) и заключает мир, назначает старших офицеров, судей и чиновников, и имеет право смягчить или отменять приговоры. Президент может вернуть закон для повторного рассмотрения Национальным собранием.
3. Во временной конституции не было прямо указано, какую форму правления будет иметь новое государство. Не было принято однозначное решение, о том что это будет республика. Но конституция включает пункты о Президенте Республики и о вынесении решений судов от имени республики.
4. Временная Конституция установила единство исполнительной и законодательной власти (по образцу Швейцарии). Это было изменено второй поправкой к Конституции, которая преобразовала республику в парламентскую республику.

## Прекращение действия
Как высший закон государства была заменена Конституционной хартией Чехословацкой республики в 1920 году.